# Tuka Rocha
Tuka Rocha (ur. 13 grudnia 1982 w São Paulo, zm. 17 listopada 2019 w Salvadorze) – brazylijski kierowca wyścigowy.

## Kariera
Rocha rozpoczął karierę w wyścigach samochodowych w 2001 roku od startów w klasie Light Południowoamerykańskiej Formuły 3, gdzie pięciokrotnie zwyciężał i siedmiokrotnie stawał na podium. Uzbierane 130 punktów pozwoliło mu zdobyć tytuł wicemistrzowski serii. W późniejszych latach pojawiał się także w stawce World Series by Nissan, Brytyjskiej Formuły 3, Europejskiej Formuły 3000, Włoskiej Formuły 3000, Euroseries 3000, A1 Grand Prix oraz Superleague Formula, Formuły Chrysler Euro Series, Euro 3000, Stock Car Brasil Light oraz Stock Car Brasil.
W World Series by Nissan Brazylijczyk startował w latach 2002–2003. Z dorobkiem odpowiednio 39 i dwunastu punktów uplasował się odpowiednio na jedenastej i siedemnastej pozycji w klasyfikacji generalnej.